# Phoradendron lundellii
Phoradendron lundellii är en sandelträdsväxtart som beskrevs av J. Kuijt. Phoradendron lundellii ingår i släktet Phoradendron och familjen sandelträdsväxter. Inga underarter finns listade i Catalogue of Life.